# Narnia-fortællingerne
 "Narnia" omdirigeres hertil. For andre betydninger af Narnia, se Narnia (flertydig).
Narnia-fortællingerne (originaltitel: The Chronicles of Narnia) er navnet på en serie på syv børnebøger af den engelske forfatter C.S. Lewis. Bøgerne regnes for en klassiker i børnelitteraturen, de er oversat til 47 sprog og er solgt i mere end 100 millioner eksemplarer. Bøgerne handler om eventyrlandet Narnia og præsenterer magi, talende dyr og kamp mellem det gode og det onde. Fantasiserien rummer desuden en stærk underliggende kristen tydning, hvor løven Aslan forstås som en Kristusfigur, ved hvilken Narnia skabes og til sidst ødelægges, og gennem hvis død drengen Edmund (der figurerer som en Judasfigur) reddes. I brevvekslinger med sine unge fans holdt C.S. Lewis selv meget stærkt fast på denne tolkning.

## De syv bøger

### Troldmandens nevø
Troldmandens nevø (udgivet 1955, engelsk: The Magician's Nephew) handler om skabelsen af Narnia og foregår mange år før Løven, heksen og garderobeskabet. Her møder man bl.a. børnene Polly Plummer og Digory Kirke, Dronning Jadis (Den Hvide Heks) og løven Aslan. I denne "prequel" besvares desuden en række spørgsmål om Narnia: hvordan Aslan skabte verden, hvordan ondskaben kom ind i verden, hvordan det kan lade sig gøre at rejse fra vores verden til Narnia og mange andre spørgsmål.
Digory Kirke er den Professor Kirke som de 4 Pevensie-børn bor hos i "Løven, Heksen og Garderobeskabet". Disse 2 børn er også med i den 7. bog "Det sidste slag"

### Løven, heksen og garderobeskabet
Løven, heksen og garderobeskabet (udgivet 1950, engelsk: The Lion, The Witch and The Wardrobe) er den først udgivne og mest kendte af bøgerne fra Narnia-serien. Den handler om de fire søskende Peter, Susan, Edmund og Lucy Pevensie. De bliver sendt til et afsidesliggende gods af deres mor for at være der indtil 2. verdenskrig er ovre. Under en gemmeleg finder Lucy, det yngste af børnene, ved et tilfælde indgangen til Narnia i et garderobeskab. De fire børn opfylder en ældgammel, mytisk profeti, mens de er i Narnia. De hjælper Aslan og hans hær med at redde Narnia fra den onde Hvide Heks, som har regeret Narnia i en evig vinter i 100 år.

### Hesten og drengen
Handlingen i Hesten og drengen (udgivet 1954, engelsk: The Horse and His Boy) foregår mens Pevensiebørnene regerer i Narnia – dvs. det tidsrum, der skildres i sidste kapitel af Løven, heksen og garderobeskabet. Hovedpersonerne er den talende hest Bri, og drengen Shasta. De er begge blevet holdt i fangenskab i landet Calormen syd for Narnia. Ved et tilfælde møder de hinanden og planlægger at vende tilbage til Narnia og friheden. På deres rejse opdager de, at calormerne har til hensigt at invadere Ærkenland, og en del af deres mission bliver derfor at advare kongen mod angrebet.

### Prins Caspian
Prins Caspian (udgivet 1951, engelsk: Prince Caspian) handler om de fire Pevensiebørns anden tur til Narnia. Der er gået 1300 Narnia-år siden deres første rejse. De opdager, at Miraz, prins Caspians onkel, har tvunget Caspian til at flygte ud i skoven, og Miraz har tilranet sig tronen og udråbt sig selv som konge. Igen må børnene prøve at redde Narnia. Hjulpet af narnianerne (deriblandt talende dyr, heltemodige mus, kentaurer og levende træer) og endeligt af Aslan lykkes det dem at give tronen tilbage til den retmæssige hersker, prins Caspian. Dette er også sidste gang, Kong Peter er i Narnia – indtil Det Sidste Slag. Dronning Susan vender dog ikke tilbage, da hun udtaler "fancy du stadig tænker på alle de lege vi plejede at lege da vi var børn". (I det sidste slag)

### Morgenvandrerens rejse
I Morgenvandrerens rejse (udgivet 1952, engelsk: The Voyage of the Dawn Treader) vender Edmund og Lucy Pevensie sammen med deres selvgode fætter Eustace Scrubb tilbage til Narnia for at hjælpe Caspian, som nu er blevet konge.
Syv af hans fars venner blev forvist under Miraz' ledelse af landet, og dem søger Caspian og den heltemodige mus Rippitjip at finde. Deres farefulde færd bringer dem ansigt til ansigt med mange undere og farer, som de rejser mod Aslans land ved verdens ende. Dette er sidste gang Kong Edmund og Dronning Lucy optræder i Narnia indtil Det Sidste Slag.

### Sølvstolen
I Sølvstolen (udgivet 1953, engelsk: The Silver Chair) medvirker ingen af de fire Pevensiebørn fra de foregående historier. Aslan kalder Eustace tilbage til Narnia sammen med kammeraten Jill Pole. Her får de til opgave at finde Caspians søn, prins Rilian, som er blevet kidnappet ti år tidligere. Som hjælp får de fire tegn, som de i fællesskab med Nanias beboere tyder og bruger til at trodse farer og skærmydsler, og de får også god hjælp af den tungsindige marskmule Muddermukke på deres færd.

### Det sidste slag
Det sidste slag (udgivet 1956, engelsk: The Last Battle) fortæller historien om Narnias endeligt og skaber forbindelse mellem børnenes oplevelser i Narnia og den virkelige verden. Jill og Eustace vender tilbage for at redde Narnia fra den onde abe Skifte, som har narret et æsel til at impersonere Aslan. Alting i Narnia er blevet forvansket og falskt, Narnia ender med at gå under og en ny verden opstår, hvor alting igen er nyt, rent og uberørt af ondskab og falskhed.

## Rækkefølge
De syv bøger blev udgivet uden at være nummereret fra forfatteren og er skrevet i én rækkefølge, men skal læses i en anden. To år efter udgivelsen af den sidste bog, Det sidste slag, skrev en dreng ved navn Laurence til C.S. Lewis og foreslog den rækkefølge, der passede bedst med Narnias egen kronologi. Lewis var enig, og lige siden har dette været rækkefølgen af Narnia-fortællingerne (tabellen her viser rækkefølgen i forhold til udgivelsen sammenlignet med rækkefølgen i forhold til handlingens kronologi):
| Ordnet efter udgivelse           | Ordnet efter udgivelse | Ordnet efter handling            | Ordnet efter handling | Ordnet efter handling |
| Titel                            | År                     | Titel                            | Jord-år               | Narnia-år             |
| -------------------------------- | ---------------------- | -------------------------------- | --------------------- | --------------------- |
| Løven, heksen og garderobeskabet | 1950                   | Troldmandens nevø                | 1900                  | 0                     |
| Prins Caspian                    | 1951                   | Løven, heksen og garderobeskabet | 1940                  | 1000                  |
| Morgenvandrerens rejse           | 1952                   | Hesten og Drengen                | 1940                  | 1014                  |
| Sølvstolen                       | 1953                   | Prins Caspian                    | 1941                  | 2303                  |
| Hesten og Drengen                | 1954                   | Morgenvandrerens rejse           | 1942                  | 2306                  |
| Troldmandens nevø                | 1955                   | Sølvstolen                       | 1942                  | 2356                  |
| Det sidste slag                  | 1956                   | Det sidste slag                  | 1949                  | 2555                  |

Som læserne af Narnia-fortællingerne hurtigt vil opdage, går tiden forskelligt i Narnia og i vores verden. F.eks. går der kun et øjeblik, fra børnene i Løven, heksen og garderobeskabet går gennem garderobeskabet ind i Narnia, og til de vender tilbage. Men i Narnia oplever de mange eventyr, bliver konger og dronninger og regerer i mange år. C.S. Lewis opstillede selv en tidslinje for Narnia. Ifølge denne går der 2.555 år fra første til sidste bind i serien, mens handlingen forløber fra år 1900 til 1949 i vores verden.

## Narnia-universet

### Narnia
se også Narnia (verden)
Langt størstedelen af Narnia-fortællingerne foregår i Lewis' verden Narnia. Faktisk er det navnet på en gammel romersk koloni i Umbrien; byen hedder i dag Narni.  Det forlyder, at Lewis blev opmærksom på stednavnet i et atlas, da han var barn, selv om han også kan have hørt det, mens han studerede ved universitetet. 
Hos Lewis er Narnia kun en af mange verdener, som også omfatter vores egen. Som man ser i Narnia-fortællingerne, kan folk - i begrænset omfang - rejse mellem de forskellige verdener, og det kan foregå på forskellige måder. Besøgende fra vores verden i Narnia, vil bemærke, at tidsforskellen i de to verdener ikke kan forudsiges. Selv om kun et år er passeret i vores verden i ens fravær, kan man have opholdt sig i Narnia i adskillige år - eller bare en uge. Narnia er beboet af en lang række væsner og talende dyr, som man ofte genkender fra gamle eventyr og godnathistorier.

### Væsner
Se også Væsner fra Narnia og Personer fra Narnia-fortællingerne
I det store og hele kan man opdele beboerne i Narnia i to grupper: personer fra vores verden, samt væsner skabt af Aslan og deres efterkommere. Dette skyldes fænomenet med rejser mellem parallelle universer.

### Steder og lande
Se også Steder i Narnia
Narnia-fortællingerne beskriver landet Narnia, som strækker sig ud til "Det store Hav". I "Det store Hav" ligger de syv øer: Galma, Terebinthia og Ødeøerne, som besøges i Morgenvandrerens rejse. På fastlandet ligger Narnia, Ærkenland, Calormen og Telmar.

## Andre medier
Narnia-fortællingerne er blevet overført til tv, film, radio og skuespil.

### Tv
Første tv-udgave af Narnia (Løven, Heksen og Garderobeskabet) er fra 1967. Den bestod af 10 episoder på 30 minutter og var instrueret af Helen Standage. I 1979 blev den første bog lavet som animationsfilm – den første lange animationsfilm lavet til tv. I årene 1988-90 blev dele af Narnia-fortællingerne lavet som tv-serie af BBC.

### Andre Relaterede Narnia Bøger
- Inside Narnia

Inside Narnia tilbyder en nærlæsning af Løven, heksen og garderobeskabet. Bogen udkom 1 september 2005.
- Inside Prince Caspian

Inside Prince Caspian tilbyder som overstående en nærlæsning af nummer to bog i serien af Narnia. Bogen udkom 1 januar 2008.
- Narnia: Unlocking the Wardrobe

Uanset om i bøger eller på den store skærm, afspejler Chronicles of Narnia den kristne verdenssyn. Enhver historie tilbyder frisk perspektiv på Guds rige og Kristi karakter. Narnia er et lettilgængeligt guide til den kristne symbolik og magtfulde lektioner findes i alle syv Narnia bøger. Hver af de syv kapitler svarer til en af bøgerne i serien. Narnia hjælper læsere skelne mellem, hvad der er rent fantastisk, og hvad der er allegoriske, og giver større indblik i Aslan og de evige sandheder, der findes i disse klassiske værker
- Narnia: C.S Lewis and His World

- Journey into Narnia

- A Field Guide to Narnia

- The Magical Worlds of Narnia

- Planet Narnia: The Seven Heavens in the Imagination of C.S. Lewis
- A Year With Aslan: Words of Wisdom and Reflection from the Chronicles of Narnia
- Knowning Aslan: An Encounter with the Lion of Narnia

### Film
Løven, heksen og garderobeskabet blev filmatiseret i 2005 af Disney og havde premiere i Danmark samme år. En efterfølger, baseret på historien om  Prins Caspian, udkom i maj 2008, og havde premiere i Danmark i Juli samme år. Den tredje film, baseret på Morgenvandrerens rejse havde premiere i slutningen af 2010.
Det er annonceret at den næste Narnia-film bliver baseret på Sølvstolen.[kilde mangler] Dermed vil rækkefølgen på filmene ikke følge nogle af de officielle rækkefølger, hverken den kronologiske eller rækkefølgen for bøgernes udgivelser. I nogen tid var det tænkt, at Troldmandens Nevø skulle blive den næste film i rækken, altså den 4. film.[kilde mangler] Men Douglas Gresham rapporterede, at de i stedet ville fokusere på Sølvstolen, som den næste film i serien.[kilde mangler]
| Rækkefølge for filmatisering             | Rækkefølge for filmatisering |
| Titel                                    | produktionsår                |
| ---------------------------------------- | ---------------------------- |
| Løven, heksen og garderobeskabet         | 2005                         |
| Prins Caspian                            | 2008                         |
| Morgenvandrerens rejse                   | 2010                         |
| Sølvstolen                               | Ukendt                       |
| Troldmandens nevø                        | Ukendt                       |
| "Hesten og Drengen" og "Det sidste slag" | Ukendt                       |

## Soundtracks
- Music Inspired by the Lion, the Witch and the Wardrobe
- The Chronicles of Narnia: The Lion, the Witch and the Wardrobe
- The Chronicles of Narnia: Prince Caspian
- The Chronicles of Narnia: The Television Scores of Geoffrey Burgon
- The Lion, the Witch and the Wardrobe (Animated) Soundtrack
- The Chronicles of Narnia: The Voyage of the Dawn Treader